# Monochamus ochreosticticus
Monochamus ochreosticticus är en skalbaggsart som beskrevs av Stefan von Breuning 1938. Monochamus ochreosticticus ingår i släktet Monochamus och familjen långhorningar. Inga underarter finns listade i Catalogue of Life.